# Atrichopogon spinosus
Atrichopogon spinosus är en tvåvingeart som beskrevs av Art Borkent och C. Picado 2004. Atrichopogon spinosus ingår i släktet Atrichopogon och familjen svidknott.
Artens utbredningsområde är Costa Rica. Inga underarter finns listade i Catalogue of Life.